# FFAS Soccer League
De FFAS Soccer League (tot 2008 de ASFA Soccer League) is de hoogste voetbalcompetitie van Amerikaans-Samoa die door de FFAS wordt georganiseerd. Deze divisie werd in 1981 opgericht.

## Deelname
Het aantal deelnemers op het hoogste varieert voortdurend van vijf tot achttien in de recente jaren.
In 2009 werden de twee laatste wedstrijden geannuleerd vanwege het feit dat vier clubs uit de plaatsen, Fagasa, Leone en Pago Pago, als gevolg van de tsunami dat jaar zwaar werden getroffen. Ook het enige veld in Pago Pago was onbespeelbaar geraakt.

## Kampioenen
Sinds het begin van de competitie zijn er verschillende kampioenen geweest, en niet overal staan dezelfde landskampioenen vermeld, de hier genoemde kampioenen zijn volgens de lijst op RSSSF. Andere websites, waaronder een website van het FFAS geven echter andere landskampioenen aan.
1981 · 1982 · 1983 · 1984 · 1985 · 1986 · 1987 · 1988 · 1989 · 1990 · 1991 · 1992 · 1993 · 1994 · 1995 · 1996 · 1997 · 1998 · 1999 · 2000 · 2001 · 2002 · 2003 · 2004 · 2005 · 2006 · 2007 · 2008